# Michael Good
Michael Timothy Good, detto Bueno (Parma, 13 ottobre 1962), è un ex astronauta statunitense. Ha partecipato alle missioni STS-125 e STS-132 dello Space Shuttle come specialista di missione.

## Biografia
Dopo aver ottenuto un Bachelor of Science in ingegneria aerospaziale all'Università di Notre Dame, nel 1986 ottenne un Master of Science nella stessa università. Entrò poi nella United States Air Force e fu assegnato alla Eglin Air Force Base, in Florida, col grado di sottotenente. Dopo un corso di addestramento, divenne un pilota di aerei militari, tra cui i caccia F-111 e F-15. Nella base di Eglin fu anche assegnato come ingegnere al collaudo dei missili Cruise lanciati da terra.
Nel 1989 fu selezionato per seguire un corso di Undergraduate Navigator Training alla Mather Air Force Base, in California. Fu poi assegnato come pilota alla Holloman Air Force Base in Florida e alla Mt. Home Air Force Base in Idaho. Nel 1993 frequentò un corso di pilota collaudatore alla Edwards Air Force Base, che terminò nel 1994. Nella base di Edwards fu tra i collaudatori del bombardiere B-2 Spirit. Nel 1997 fu assegnato alla Maxwell Air Force Base in Alabama.
In luglio del 2000 fu selezionato dalla NASA per diventare un astronauta, e venne congedato dalle forze armate col grado di Colonnello. Come pilota USAF ha al suo attivo più di 2 600 ore di volo ed ha pilotato più di 30 tipi di aerei.
Durante la missione STS-125 dello Space Shuttle (11-24 maggio 2009) fece due attività extraveicolari per lavori di manutenzione del Hubble Space Telescope, con una durata complessiva di 15 ore e 58 minuti.
È sposato con Joan Dickinson, dalla quale ha avuto tre figli: Bryan, Jason e Shannon. Vivono attualmente a Seabrook, nel Texas.